# Lipoptena iniqua
Lipoptena iniqua är en tvåvingeart som beskrevs av Maa 1969. Lipoptena iniqua ingår i släktet Lipoptena och familjen lusflugor. Inga underarter finns listade i Catalogue of Life.